# Cadastru

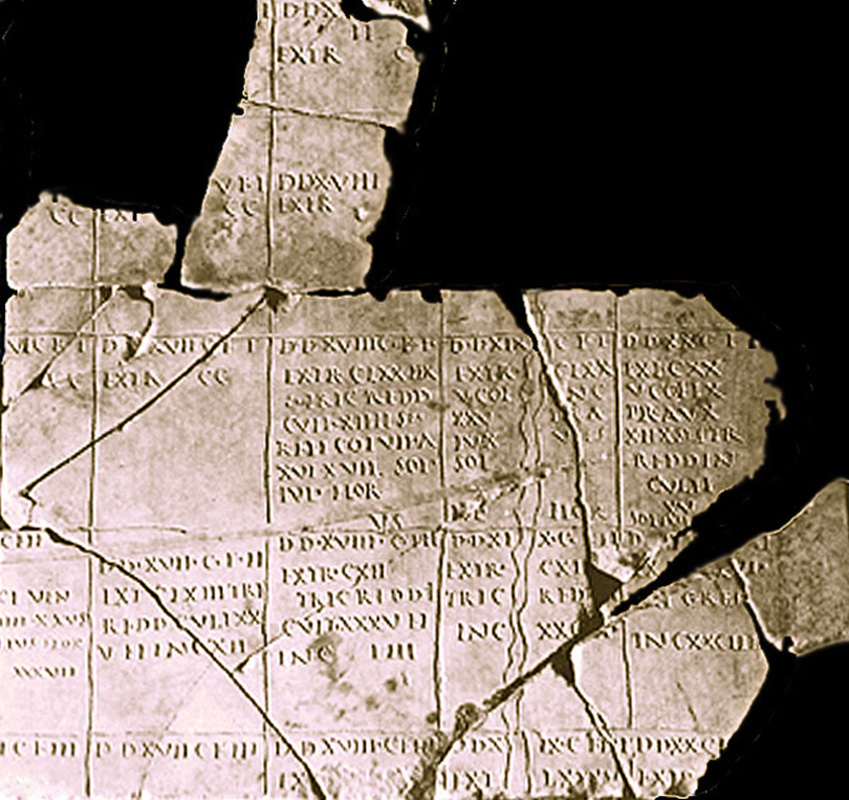
Cadastru

Cadastrul a însemnat, în decursul timpului, activitatea umană de inventariere a resurselor funciare, pentru stabilirea impozitelor. În epoca contemporană, cadastrul și-a lărgit domeniul de aplicare, astfel că reprezintă evidența tehnică, economică și juridică a tuturor bunurilor imobile (pământ, ape, păduri, construcții etc.).

## Etimologie
Există mai multe ipoteze privind originea cuvântului cadastru. În greacă există cuvântul katastikhon, format din prefixul kata ("de sus în jos") și din stikhon ("registru de impunere", "carte de însemnări", "carte de comerț"). De asemenea, există în latină termenul capitastrum, corelat cu capitationis registrum sau capitum registrum cu semnificația "impozit pe capul familiei" (capitatio).
Asemănător cu forma actuală, termenul apare sub forma catastico într-un document din 1185 descoperit la Veneția.

## Principii generale
Cadastrul este parte componentă a sistemului unitar și obligatoriu de evidență tehnică, economică și juridică a tuturor imobilelor de pe un teritoriu administrativ. Entitățile de bază ale acestui sistem sunt imobilul și proprietarul. Sistemul de evidență al cadastrului are ca finalitate înscrierea în registrul de publicitate imobiliară. (Cadastrul general este sistemul de evidență al imobilelor de pe întreg teritoriul țării.)
1. Funcția tehnică a cadastrului se realizează prin determinarea, pe bază de măsurători, a poziției configurației și mărimii suprafețelor parcelelor si construcțiilor pe destinații, categorii de folosință și pe proprietari.
2. Funcția economică evidențiază elementele tehnice necesare stabilirii valorii de impozitare a imobilelor și calculării impozitelor asupra veniturilor realizate din tranzacții imobiliare.
3. Funcția juridică se realizează prin identificarea proprietarului pe baza actului de proprietate și prin înscrierea în cartea funciară

Publicitatea imobiliară are ca obiect înscrierea în cartea funciară a actelor și faptelor juridice referitoare la imobilele din același teritoriu administrativ și se realizează de către oficiile teritoriale (O.C.P.I.) pentru imobilele situate în raza de activitate a acestora. Una sau mai multe parcele alăturate de pe teritoriul unei unități administrativ-teritoriale, indiferent de categoria de folosință, aparținând aceluiași proprietar, formează un imobil care se identifică printr-un număr cadastral unic și se înscrie într-o carte funciară.
Cărțile funciare întocmite și numerotate pe teritoriul administrativ al fiecărei localități alcătuiesc, împreună, registrul cadastral de publicitate imobiliară al acestui teritoriu, ce se ține de către biroul teritorial din cadrul oficiului teritorial în a cărui rază teritorială de activitate este situat imobilul respectiv. Acest registru se întregește cu registrul de intrare, cu planul cadastral, cu registrul cadastral al imobilelor, indicând numărul cadastral al imobilelor și numărul de ordine al cărților funciare în care sunt înscrise, cu un index alfabetic al proprietarilor și cu o mapă în care se păstrează cererile de înscriere, împreună cu un exemplar al înscrisurilor constatatoare ale actelor sau faptelor juridice supuse înscrierii.
Elementele fundamentale ale sistemului integrat de cadastru și carte funciară sunt imobilul, definit ca fiind terenul format din una sau mai multe parcele alăturate, indiferent de categoria de folosință, cu sau fără construcții, situat pe teritoriul unei unități administrativ-teritoriale, aparținând unuia sau mai multor proprietari si identificat printr-un număr cadastral unic și proprietarul ce poartă dreptul de proprietate asupra imobilului.
Rolul sistemului integrat de cadastru si carte funciară:
a) determinarea informațiilor tehnice, economice și juridice referitoare la imobile;
b) asigurarea publicității drepturilor reale imobiliare, a drepturilor personale, a actelor și faptelor juridice, precum și a oricăror altor raporturi juridice, prin cartea funciară;
c) furnizarea de date instituțiilor publice ale statului, necesare sistemului de impozitare și pieței imobiliare;
d) contribuie la asigurarea securității tranzacțiilor imobiliare și la facilitarea creditului ipotecar.
Realizarea cadastrului
Cadastrul se realizează fie la nivelul unităților administrativ-teritoriale, fie pe sectoare cadastrale. Sectorul cadastral fiind unitatea de suprafață delimitată de elemente liniare stabile în timp - șosele, ape, canale, diguri, căi ferate etc.
Cadastrul unei unități administrativ-teritoriale sau al unui sector cadastral se poate realiza în două modalități:
A. Cadastrul general (sistematic) se realizează prin măsurarea tuturor imobilelor (terenuri cu sau fără construcții) de pe raza unei unități administrativ-teritoriale sau a unui sector cadastral, identificarea tuturor proprietarilor și a celorlalți titulari de drepturi reale sau personale asupra imobilelor, concomitent cu deschiderea cărților funciare pentru toate imobilele, operațiuni realizate în cadrul unui singure proceduri pentru întreg sectorul cadastral sau pentru întreaga unitate administrativ-teritorială.
Realizarea cadastrului general este atributul exclusiv al Statului Roman, prin intermediul Agenției Naționale de Cadastru și Publicitate Imobiliară, cea care integrează imobilele, deschide cărțile funciare și păstrează întreaga evidență a imobilelor și proprietarilor.
B. Cadastrul sporadic se realizează prin măsurarea pe rând a imobilelor de pe raza unei unități administrativ teritoriale sau a unui sector cadastral si deschiderea pe rând a cărților funciare sau actualizarea celor existente, planul cadastral al unei unități administrativ teritoriale sau a unui sector cadastral urmând a fi finalizat la momentul măsurării întregului sector cadastral sau a întregii unități administrativ teritoriale.
Realizarea cadastrului sporadic se face la solicitarea și pe cheltuiala fiecărui proprietar, pentru fiecare imobil în parte, Statul Roman, prin intermediul Agenției Naționale de Cadastru și Publicitate Imobiliară, recepționând măsurătorile și integrând imobilele în sistemul național. 